# Kasba (Bangladesh)
Kasba è un sottodistretto (upazila) del Bangladesh situato nel distretto di Brahmanbaria, divisione di Chittagong. Si estende su una superficie di 209,76 km² e conta una popolazione di 243.833 abitanti (dato censimento 1991).

All'interno del territorio è presente il villaggio Purquil.